# Cruzeiro do Sul (Rio Grande do Sul)
Cruzeiro do Sul é um município brasileiro do estado do Rio Grande do Sul.

## História
E a grande referência na história do povoamento é o casal João Xavier de Azambuja e Laura Centeno de Avezedo que, em 1855, adquiriu as terras situadas entre os arroios Sampaio e o de Moinhos, denominando a grande área da Fazenda São Gabriel. A sede da Fazenda, com a moradia dos proprietários, situava-se onde hoje é a Prefeitura de Cruzeiro do Sul.
Sequência histórica:
- Em 1872, o Tenente Coronel Primórdio Centeno Xavier de Azambuja, um dos filhos do casal proprietário da Fazenda São Gabriel que lutou da Guerra do Paraguai (1864-1870), construiu sua moradia na margem direita do Rio Taquari. No ano seguinte, uma grande enchente inundou sua casa, o que o fez construir a nova residência num lugar mais alto, o que tornou conhecida como "Casa do Morro";
- Em 24 de julho de 1883, Dom Sebastião Dias Laranjeira, bispo do Rio Grande do Sul, autorizou a construção da capela dedicada a São Gabriel Arcanjo, em terreno doado pela Viúva Laura Centeno de Azambuja como agradecimento pelo retorno de seus três filhos da Guerra do Paraguai;
Em 1889, o agrimensor Guilherme H. Rochet fez o levantamento do povoado com elaboração da planta dando assim origem ao planejamento urbano;
- Em 12 de outubro de 1892, os descendentes de Laura Centeno de Azambuja doaram uma área de terras para o Município de Lajeado (emancipado no ano anterior) instalar uma praça e logradouro públicos;
- Em 1895, a fábrica "Chocolates Natal" (Haenssgen) iniciou suas atividades;
- Em 18 de abril de 1896, é lançada a pedra fundamental da Igreja Evangélica São Gabriel de Estrela, inaugurada em 20 de setembro de 1896;
- Em 12 de janeiro de 1922, pelo Ato n° 1.006, o Intendente Municipal João Batista de Mello elevou o povoado de São Gabriel de Estrela à condição de 6° Distrito de Lajeado;
- Em 30 de junho de 1939, o Governador do Estado, por meio do decreto n° 7.842, mudou o nome de São Gabriel da Estrela para Cruzeiro do Sul;
- Em 16 de agosto de 1941, é fundada a Sociedade Hospital São Gabriel Arcanjo;
- Em Agosto de 1963 relato da propaganda dos emancipacionistas para a criação do município (Foto abaixo).
- Em 22 de novembro de 1963, pela lei 5.097, foi criado o Município de Cruzeiro do Sul, sendo eleito Emilio Treter Sobrinho como primeiro Prefeito, empossado em 22 de março de 1964 constituindo a Primeira administração datada de 22 de março de 1964 até 30 de janeiro de 1969. No dia seguinte à posse, foram nomeados os primeiros secretários, funcionários e professores. Professor Rudi Blásius Assmann foi o secretário da administração e seu braço direito. Para isso, renunciou à vereança. Como no início ainda não estavam definidos as secretarias, integravam o governo várias pessoas para as mais variadas funções administrativas. Entre elas Harri Gehlen, Vergílio Goerck, João Celso Schmitt, Ivo Bottega e Beatriz Junqueira Sulzbach na área da educação. O chefe de obras era Canísio Leoblein. Como Município-Mãe, por alguns anos, alguns funcionários de Lajeado continuaram a dar assessoria administrativa;
- Em 20 de março de 1964 foi empossado os vereadores Mário José Durayski, Adolfo Camilo Leindecker, Arnaldo Reckziegel, Ivo Francisco Reis, José Manuel Ruschel, Alfredo Erny Beppler e Nicolau Arnaldo Zart;
- Em 15 de novembro de 1969, foi fundado o Sindicato dos Trabalhadores Rurais de Cruzeiro do Sul;
- Em 30 de março de 1978, é instalado o Curso de 2° Grau Estadual em Cruzeiro do Sul.

## Geografia
Localiza-se a uma latitude 29º30'46" sul e a uma longitude 51º59'07" oeste, estando a uma altitude de 37 metros. Sua população estimada em 2004 era de 12 189 habitantes.
Faz divisa com os municípios de Lajeado, Estrela, Bom Retiro do Sul, Mato Leitão, Venâncio Aires e Santa Clara do Sul.

## Turismo
- Expocruzeiro e Festa do Aipim
- Feira do Livro